# Ocyptamus lepidus
Ocyptamus lepidus är en tvåvingeart som först beskrevs av Macquart 1842.  Ocyptamus lepidus ingår i släktet Ocyptamus och familjen blomflugor. Inga underarter finns listade i Catalogue of Life.